# Бузад (Тимиш)
Бузад (рум. Buzad) насеље је у Румунији у округу Тимиш у општини Богда. Oпштина се налази на надморској висини од 192 m.

## Прошлост
Аустријски царски ревизор Ерлер је 1774. године констатовао да се место Бузад налази у Барачком округу, Липовског дистрикта. Становништво је претежно влашко. Када је 1797. године пописан православни клир у "Бузату" је био само један свештеник. Парох, поп Георгије Петровић (рукоп. 1778) знао је само румунски језик.
По "Румунској енциклопедији" место се помиње још 1415. године. Аустријски попис из 1717. године региструје само седам кућа. Током 19. века власник је била српска породица Поповић - Текелија из Арада.

## Становништво
Према подацима из 2002. године у насељу је живело 205 становника, од којих су сви румунске националности.